# Petelia delostigma
Petelia delostigma är en fjärilsart som beskrevs av Louis Beethoven Prout 1932. Petelia delostigma ingår i släktet Petelia och familjen mätare. Inga underarter finns listade i Catalogue of Life.